# Francisco Clavet
Francisco Javier Clavet González (* 24. Oktober 1968 in Aranjuez, Provinz Madrid) ist ein ehemaliger spanischer Tennisspieler.

## Karriere
Er stand im Einzel 15-mal in einem Finale eines ATP-Turniers und konnte dabei acht für sich entscheiden. Sämtliche seiner Titel feierte er auf Sandplätzen. Im Doppel konnte er kein ATP-Turnier gewinnen, er stand jedoch in vier Endspielen und gewann zu Beginn seiner Karriere ein Challenger-Turnier in Verona an der Seite seines älteren Bruders José (der nie die Top 100 erreichte).
Clavet gewann für Spanien alle drei Davis-Cup-Begegnungen, zu denen er angetreten ist. Er besiegte 1999 beim 5:0 gegen Neuseeland sowohl Brett Steven als auch Mark Nielsen ohne Satzverlust. Gegen Italien gewann er bei Spaniens 1:4-Niederlage das für die Entscheidung bereits  unerheblich gewordene Einzel gegen Vincenzo Santopadre.

## Turniersiege
| Nr. | Datum | Turnier           | Belag     | Finalgegner        | Ergebnis           |
| --- | ----- | ----------------- | --------- | ------------------ | ------------------ |
| 1.  | 1991  | Hilversum         | Sand      | Eduardo Masso      | 3:6, 6:4, 6:2, 6:0 |
| 2.  | 1995  | Palermo           | Sand      | Jordi Burillo      | 6:7, 6:3, 7:6      |
| 3.  | 1996  | Amsterdam         | Sand      | Younes El Aynaoui  | 7:5, 6:1, 6:1      |
| 4.  | 1997  | Bogotá            | Sand      | Nicolás Lapentti   | 6:3, 6:3           |
| 5.  | 1997  | Mexiko-Stadt      | Sand      | Juan Albert Viloca | 6:4, 7:6           |
| 6.  | 1998  | Santiago de Chile | Sand      | Younes El Aynaoui  | 6:2, 6:4           |
| 7.  | 1998  | Bukarest          | Sand      | Arnaud Di Pasquale | 6:4, 2:6, 7:5      |
| 8.  | 2001  | Scottsdale        | Hartplatz | Magnus Norman      | 6:4, 6:2           |